# Emer de Vattel
Emer de Vattel (Couvet, Neuchâtel, 25 d'abril de 1714 - Neuchâtel, 28 de desembre de 1767) fou un filòsof, diplomàtic i jurista suís.

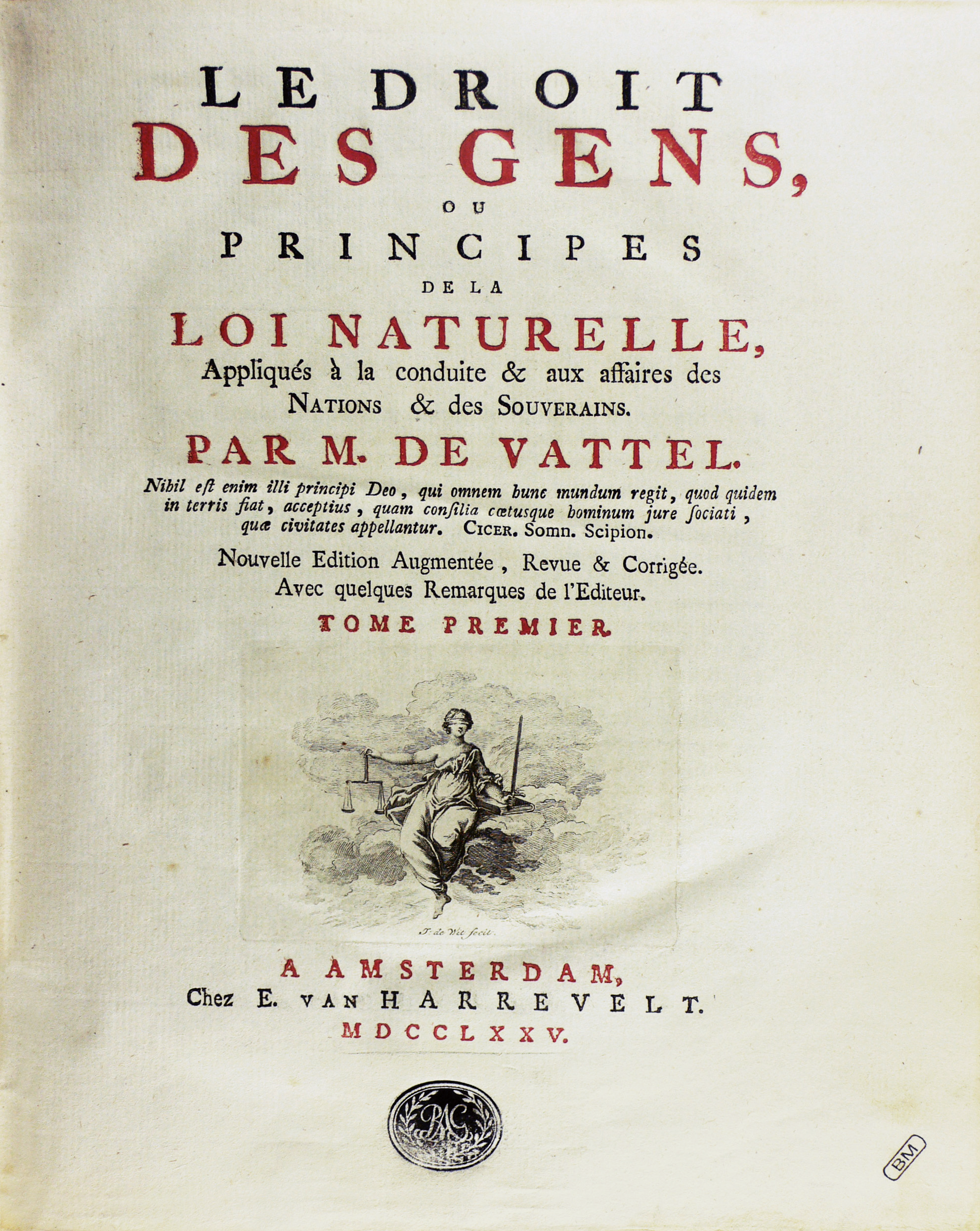
Le droit des gens, 1775.

Va ser influït en gran part de la seva filosofia de Leibniz i Wolff i va tractar d'integrar les seves idees en el sistema jurídic i polític. La seva obra més famosa va ser El Dret de Gents i Principis de la Llei Natural aplicats a la conducta i als assumptes de les nacions i dels Sobirans. Aquest treball va ser el seu salt a la fama i li va valer el prestigi suficient per ser nomenat conseller de la cort del rei August III de Saxònia, del qual fou també conseller privat (1758) i pràcticament dirigí la política del seu regne.

## El Dret de Gents
Va ser l'obra mestra de Vattel, influenciat en gran manera per un llibre titulat La Llei de nacions d'acord amb el mètode científic de Christian Wolff. El treball de Vattel va començar, de fet, mitjançant la traducció de texts de Wolff del llatí, afegint a ells els seus propis pensaments. El treball de Vattel també fou fortament influenciat per Gottfried Leibniz i Hug de Grocio. Enfocat principalment en els drets i obligacions dels ciutadans i els estats, el treball de Vattel, també ha tingut conseqüències per a la teoria de la guerra justa com ho indica la diplomàcia internacional com la coneixem ara.
En l'època l'obra El Dret de Gents era considerada com un autèntic manual de la diplomàcia.
Alguns preceptes de l'obra justifiquen la invasió europea d'altres territoris, basant-se en la Llei Natural la qual obligava a l'home a conrear la terra i alhora permetia la "utilització" de terres alienes quan les pròpies no fossin suficients.